# Villarroya (La Rioja)
Villarroya ist ein Ort und eine nordspanische Gemeinde (municipio) mit 4 Einwohnern (Stand: 2024) im Osten der Autonomen Gemeinschaft La Rioja.

## Lage und Klima
Die Gemeinde Villarroya liegt ca. 48 km (Fahrtstrecke) südöstlich von Logroño in einer Höhe von ca. 930 m. Das Klima ist gemäßigt bis warm; Regen (ca. 543 mm/Jahr) fällt übers Jahr verteilt.

## Bevölkerungsentwicklung
| Jahr      | 1970 | 1981 | 1991 | 2001 | 2011 | 2021 |
| Einwohner | 52   | 19   | 13   | 8    | 9    | 5    |

Infolge der Landflucht als Folge der Mechanisierung der Landwirtschaft ist die Zahl der Einwohner seit Beginn des 20. Jahrhunderts deutlich gesunken.

## Sehenswürdigkeiten
- paläontologische Grabungsstätte von Villaroya
- Johannes-der-Täufer-Kirche

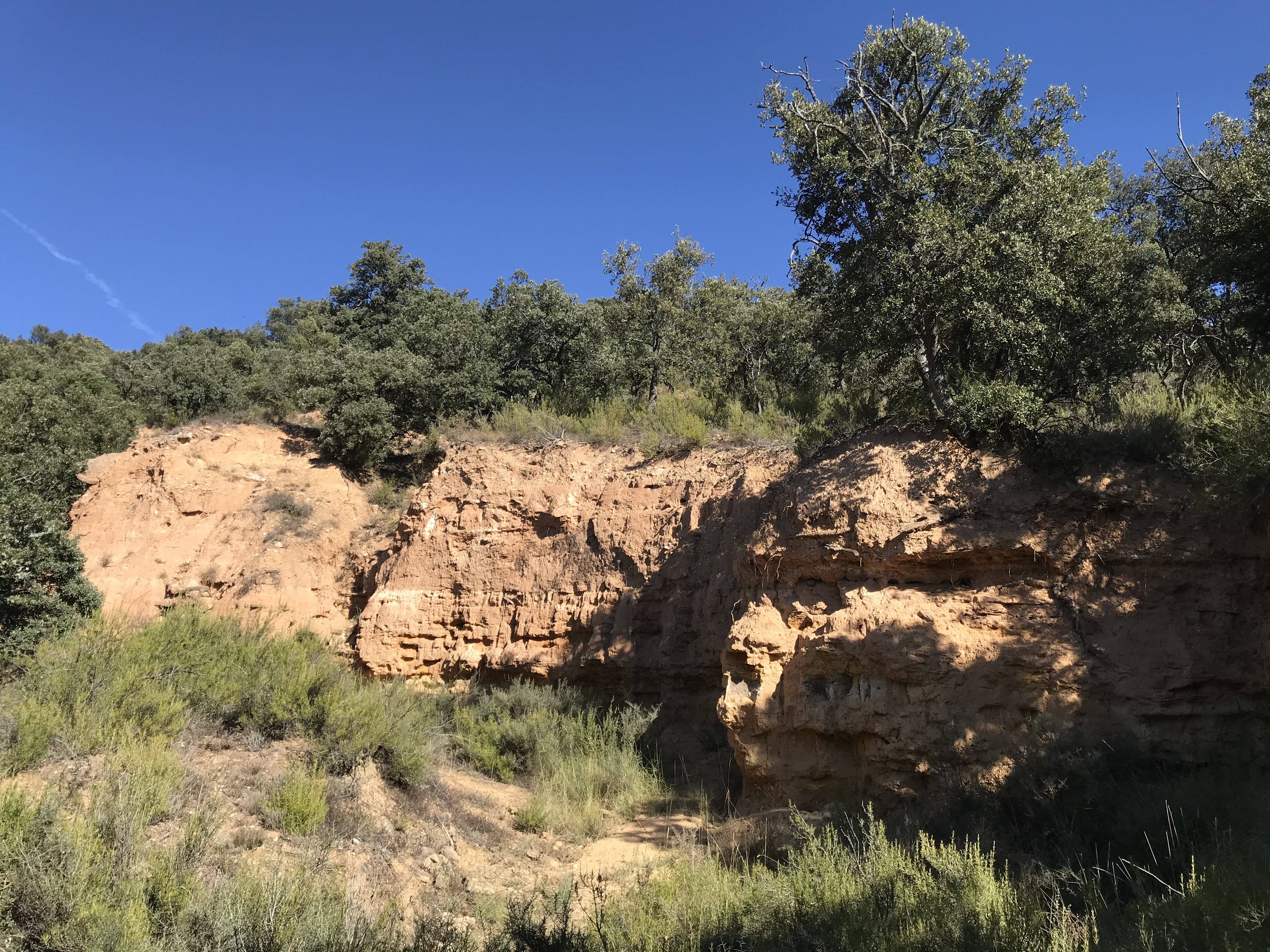
Fossilienfundstätte
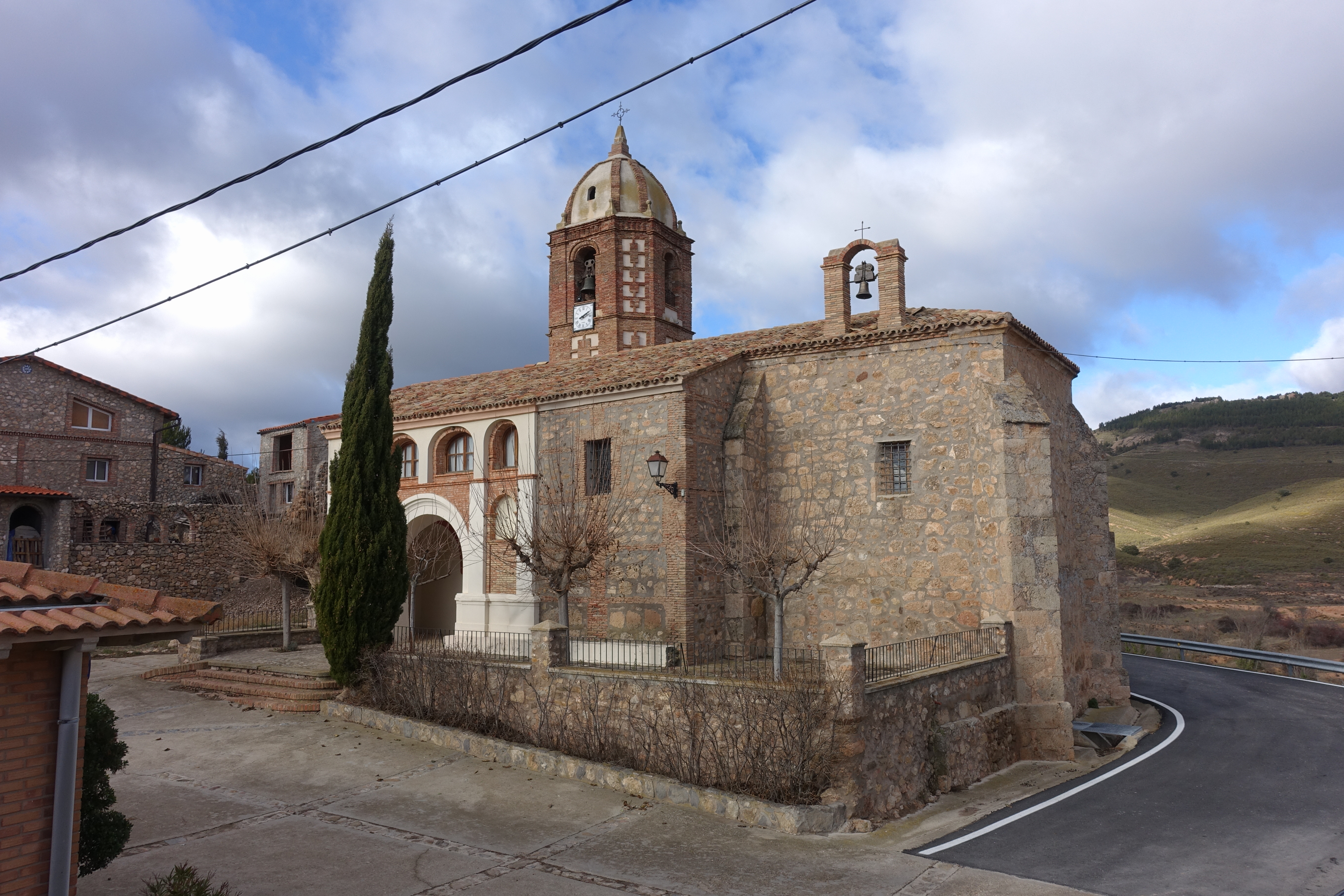
Johannes-der-Täufer-Kirche
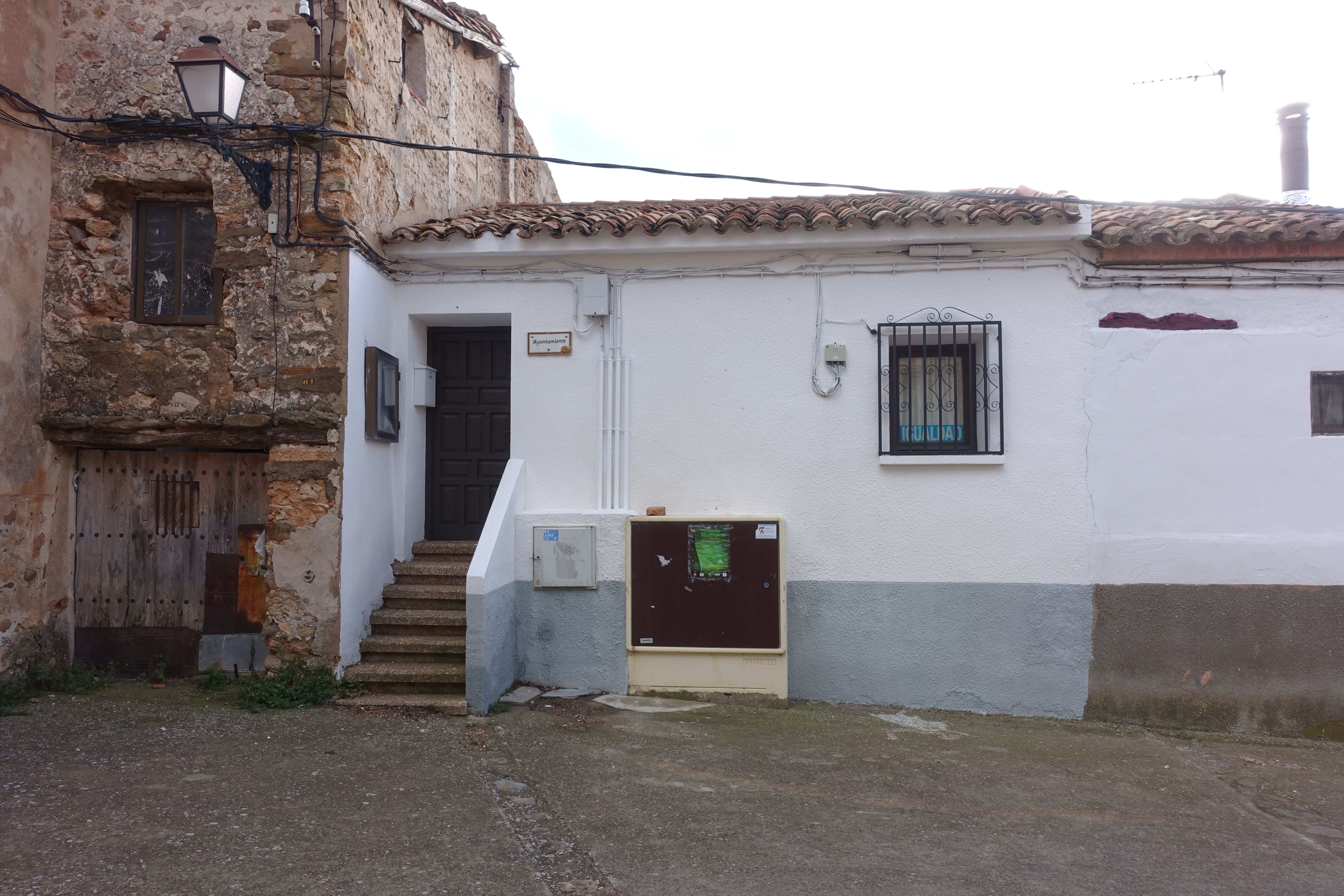
Rathaus